# Pseudagrion newtoni
Pseudagrion newtoni é uma espécie de libelinha da família Coenagrionidae.
É endémica da África do Sul.
Os seus habitats naturais são: rios. 
Está ameaçada por perda de habitat. 